# Erysimum mongolicum
Erysimum mongolicum är en korsblommig växtart som beskrevs av D. German. Erysimum mongolicum ingår i släktet kårlar, och familjen korsblommiga växter. Inga underarter finns listade i Catalogue of Life.